# Aiguillon

Aiguillon este o comună în departamentul Lot-et-Garonne din sud-vestul Franței. În 2009 avea o populație de 4.356 de locuitori.

## Evoluția populației
| An        | 1975  | 1982  | 1990  | 1999  | 2006  | 2009  |
| --------- | ----- | ----- | ----- | ----- | ----- | ----- |
| Populație | 3.867 | 4.121 | 4.169 | 4.219 | 4.325 | 4.356 |